# Nordlyset
 For alternative betydninger, se Nordlys (flertydig). (Se også artikler, som begynder med Nordlys)
Nordlyset var et kortlivet tidsskrift udgivet af Steen Steensen Blicher og redaktør for Randers Avis J.M. Elmenhoff. 
Første udgave kom i 1827 og i alt udkom det 3 år. Tidsskrift udkom i 12 hæfter årligt. 
Nogle af Blichers vigtigste noveller udkom i Nordlyset: Præsten i Vejlbye, Hosekræmmeren, Røverstuen, Sildig Opvaagnen og Kjæltringeliv.